# مرگ مشکوک یک دختر کم سن‌وسال
مرگ مشکوک یک دختر کم سن‌وسال (ایتالیایی: Morte sospetta di una minorenne) یک فیلم جالوی ایتالیایی به کارگردانی سرجو مارتینو است که در سال ۱۹۷۵ منتشر شد.

## بازیگران
- کلاودیو کاسینلی
- مل فرر
- لیا تانتسی
- جانفرانکو بارا
- جنی تامبوری
- ماسیمو جیروتی
- باربارا مانیولفی
- فرانکا اسکانیه‌تی
- کارلو آلیگیرو